# Wierzbna (województwo podkarpackie)
Wierzbna – wieś w Polsce położona w województwie podkarpackim, w powiecie jarosławskim, w gminie Pawłosiów.
| SIMC    | Nazwa    | Rodzaj     |
| ------- | -------- | ---------- |
| 0608010 | Ćwiartki | przysiółek |
| 0608026 | Wandówka | przysiółek |

Miejscowość jest siedzibą rzymskokatolickiej parafii Matki Bożej Nieustającej Pomocy.
Dawniej posiadłość większa należała do książąt Czartoryskich.
W latach 1975–1998 miejscowość należała administracyjnie do województwa przemyskiego.

## Historia
Pierwsza wzmianka o wsi Wirbna, została podana w dokumencie z 27 listopada 1387 roku, o nadaniu miasta Jarosławia i pobliskich wsi Janowi z Tarnowa. 17 czerwca 1438 roku wieś otrzymał Jan Spytek z Jarosławia. W 1470 roku bracia Rafał i Spytek Jarosławski (ok. 1536–1519) utworzyli Ordynację Jarosławską, a w 1519 roku wieś odziedziczyła Magdalena Pilecka.
Wierzbna została wzmiankowana w Regestrach poborowych, które zapisali poborcy podatkowi ziemi przemyskiej w latach: 1515, 1589, 1651, 1658 roku i 1674.
Wieś położona w powiecie przemyskim, była własnością Aleksandra Michała Lubomirskiego, jej posiadaczem był Piotr Chyliński, została spustoszona w czasie najazdu tatarskiego w 1672 roku.
W 1898 roku wybrano zwierzchność gminną, której naczelnikiem został Antoni Walankiewicz, a we wsi było 444 mieszkańców w 81 domach.

## Kościół
W 1507 roku we Wierzbnej powstała cerkiew. W 1785 roku parochia została zlikwidowana, a cerkiew stała się filią parochii w Pełkiniach. W 1785 roku we wsi było 117 grekokatolików, a w 1788 roku cerkiew nie była już użytkowana.
W 1943 roku utworzono kaplicę w baraku, a 4 stycznia 1944 roku utworzony został wikariat eksponowany. W latach 1947–1952 staraniem proboszcza ks. Jana Radochońskiego budowano murowany kościół. Parafia od 2000 roku posiada  kościół filialny w Ożańsku.

## Oświata
W 1909 roku we Wierzbnej powstała szkoła ludowa 1-klasowa. Obecnie we wsi jest 8-letnia szkoła podstawowa im. ks. Jana Radochońskiego, ze szkołami filialnymi w Ożańsku i Tywoni.

## Sport
We Wierzbnej działa klub piłkarski LKS Błękitni Wierzbna, założony w 1945 roku. W sezonie 2020/2021 występuje w klasie A Jarosław I.